# Leskovec nad Moravicí
Leskovec nad Moravicí (niem. Spachendorf) – gmina w Czechach, w powiecie Bruntál, w kraju morawsko-śląskim. 

## Demografia
Według danych z dnia 1 stycznia 2012 wieś liczyła 457 mieszkańców. Składa się z dwóch części:
- Leskovec nad Moravicí
- Slezská Harta

## Osoby
We wsi urodził się Karel Josef Jurende, publicysta i propagator turystyki.